# Elena Patroklou
Elena Patroklou, född 27 januari 1973 i Nicosia, är en cypriotisk sångerska.
Patroklou har deltagit i Eurovision Song Contest tre gånger som körsångerska: 1983 bakom Stavros Sideras och Constantina, 1987 bakom Alexia Bassiliou och 1989 bakom Fani Polymeri och Yiannis Savvidakis. Hon deltog sedan en fjärde gång som soloartist i Eurovision Song Contest 1991. Hon framförde bidraget S.O.S. och kom på 9:e plats med 60 poäng.